# Czarny kot (film 1968)
Czarny kot (org. 藪の中の黒猫; Yabu no Naka no Kuroneko) – japoński film grozy z 1968 roku w reżyserii Kaneto Shindō.

## Fabuła
Akcja toczy się w feudalnej Japonii w czasach wojen domowych. Grupa samurajów wdziera się do wiejskiej chaty, gdzie mieszkają dwie kobiety (teściowa i synowa). Żołnierze gwałcą je i mordują. Chatę palą i odchodzą. Na zgliszczach chaty pojawiają się czarne koty. Kobiety powracają do życia jako demony – pół kobiety, pół koty. Pałając żądzą zemsty zabijają każdego napotkanego samuraja.

## Obsada
- Kichiemon Nakamura – Gintoki
- Nobuko Otowa – matka Gintokiego
- Kiwako Taichi – Shige
- Kei Satō – Raiko
- Taiji Tonoyama – rolnik
- Rokko Toura – samuraj
- Hideo Kanze – Mikado[2]

## Premiera
Czarny kot miał premierę 24 lutego 1968 roku w podwójnym pokazie z Zoku Shachō hanjōki. Polska premiera odbyła się w lipcu 1971 roku z krótkometrażowym dokumentem Siarkowe pejzaże produkcji WFO z 1969 roku. 